# Eiger (Groenland)
De Eiger is een bergtop aan de oostkust van Groenland. De Eiger ligt in het noorden van een schiereiland aan de Groenlandzee, tussen de toppen Ortlerspids en Højnålen. Dit schiereiland ligt in het nationaal park van Noord-Groenland en Oost-Groenland, dat zich over ongeveer één derde van Groenland uitstrekt. Iets ten noorden van de berg is het wetenschappelijke centrum Zackenberg Station gelegen.
Andere hoge bergen in Groenland zijn de Gunnbjørn Fjeld en de Mont Forel.